# 吉水孝之
吉水 孝之（よしみず たかゆき、1965年 - ）は、日本のシンガーソングライターである。

## 略歴
茨城県出身。1992年にシングル「真夜中バイクを走らせて」でBMGビクターからメジャーデビューを果たす。その後は同レーベルからシングル4枚、アルバム2枚リリースする。その後はレコード会社をトライエム（徳間ジャパンコミュニケーションズ内のレーベル）に移籍し、シングル1枚をリリースした。2004年頃からはアイドル等の音楽グループのプロデュースや作詞、ボイストレーナーの講師としても活動している。

## ディスコグラフィ

### シングル
- 真夜中バイクを走らせて（1992年2月21日発売）
  1. 真夜中バイクを走らせて
  2. Hello It's Me
- 泣かないで（1992年7月22日発売）
  1. 泣かないで
  2. GOLDEN TIME
  3. 泣かないで（オリジナル・カラオケ）
- 心の翼（1992年11月21日発売）
  1. 心の翼
  2. 教えられた反抗
- 虹の架け橋（1993年7月21日発売）
  1. 虹の架け橋
  2. 君だけは離したくない

- 朝（あした）（1994年6月21日発売）
  1. 朝（あした）タイアップ：『雷電』（1994年5月28日公開 配給：松竹、主演：赤井英和）主題歌
  2. 影を持たない男 タイアップ：『雷電』挿入歌
  3. 朝（あした）（オリジナル・カラオケ）
- ゆうやけ（1999年9月22日発売）
  1. ゆうやけ
  2. 孤独の花
  3. ゆうやけ（オリジナル・カラオケ）
  4. 孤独の花（オリジナル・カラオケ）

### アルバム
- 吉水孝之（1992年3月1日発売）
- 遠い友人（1992年12月16日発売）

## 出演
- EDGE OF MIDNIGHT（BayFM、1993年 パーソナリティ）